# Elisabeth Söderström
Anna Elisabeth Söderström, zam. Olow (ur. 7 maja 1927 w Sztokholmie, zm. 20 listopada 2009 tamże) – szwedzka śpiewaczka operowa, sopran.

## Życiorys
Śpiewu uczyła się u Adelaide von Skilondz, studiowała też językoznawstwo i historię literatury na uniwersytecie w Sztokholmie. Zadebiutowała jako śpiewaczka w  1947 roku w pałacu Drottningholm jako Bastienne w Bastien i Bastienne W.A. Mozarta. Od 1950 roku należała do zespołu Opery Królewskiej w Sztokholmie. Gościnnie występowała na czołowych scenach operowych świata. W 1955 roku debiutowała na festiwalu w Salzburgu rolą Ighino w Palestrinie Hansa Pfitznera, a w 1957 roku na festiwalu operowym w Glyndebourne jako Kompozytor w Ariadnie na Naksos Richarda Straussa. W 1959 roku rolą Zuzanny w Weselu Figara debiutowała na deskach nowojorskiej Metropolitan Opera. W 1974 roku wystąpiła w Teatrze Wielkim w Warszawie, gdzie zaśpiewała partię Tatiany w Eugeniuszu Onieginie Piotra Czajkowskiego. Wzięła udział w prawykonaniu oper Ligetiego Le Grand Macabre (Sztokholm 1978) i Argenta The Aspern Papers (Dallas 1988).
Do jej popisowych ról należały Tatiana w Eugeniuszu Onieginie, Desdemona w Otellu, Cio-Cio-San w Madame Butterfly, Mimi w Cyganerii, Micaëla w Carmen, Maria w Wozzecku. Dzięki znakomitym umiejętnościom lingwistycznym śpiewała bez problemu w kilku językach, m.in. po niemiecku, włosku, francusku, rosyjsku i czesku.
Opublikowała autobiografie pt. I min tonart (1978) oraz Sjung ut, Elisabeth (1986).

## Odznaczenia
- 1959 – Order Gwiazdy Solidarności Włoskiej (Włochy)[3]
- 1969 – Medal „Litteris et Artibus” (Szwecja)[3]
- 1973 – Komandor Orderu Wazów (Szwecja)[3]
- 1985 – Komandor Orderu Imperium Brytyjskiego (Wielka Brytania)[5]
- 1986 – Komandor Orderu Sztuki i Literatury (Francja)[3]